# سیمز (کارولینای شمالی)
سیمز (به انگلیسی: Sims) شهری در ایالت کارولینای شمالی کشور ایالات متحده آمریکا است که جمعیت آن در سرشماری سال ۲۰۱۰ میلادی، ۲۸۲ نفر بوده‌است.